# Natori
Natori (Japans: 名取市, Natori-shi) is een stad in de prefectuur Miyagi op het eiland Honshu, Japan. Deze stad heeft een oppervlakte van 100,06 km² en telt begin 2008 bijna 70.000 inwoners.

## Geschiedenis
Op 1 april 1889 werd het district Natori (Natori-gun) opgericht met daarin de dorpen Masuda, Oost-Taga, Laag-Masuda, Tatekoshi, Aishiwa en Takadate.
Masuda en Oost-Taga werden later gemeentes (machi).
Op 1 april 1955 werden de twee gemeentes en de vier dorpen van het district Natori samengevoegd in de gemeente Natori (名取町, Natori-machi).
Natori werd een stad (shi) op 1 oktober 1958.
Nadien is de stad nog grondgebied kwijtgeraakt aan Sendai.

## Verkeer
Luchthaven Sendai ligt in de steden Iwanuma en Natori ten zuiden van Sendai.
Natori ligt aan de Tōhoku-hoofdlijn van de East Japan Railway Company.
Natori ligt aan de Tōhoku-autosnelweg, de Sendai-snelweg en aan de autowegen 4 en 286.

## Stedenbanden
Natori heeft een stedenband met
- Guararapes Brazilië sinds 31 maart 1979.

## Economie
Een klein deel van de bevolking (in 2000 6,4%) werkt in de landbouw en visserij.
In Natori ligt een grote vestiging van Nikon (camera's) en er staat een brouwerij van Sapporo.

## Bezienswaardigheden
Het Natori Zomerfestival wordt jaarlijks begin augustus gevierd met vuurwerk en traditioneel eten zoals yakisoba en yakiniku.
Het Sapporo Bierfestival wordt gehouden in de Sapporo bierbrouwerij. De brouwerij is dan open voor rondleidingen en bierproeverij.
Het huis van de Nakazawa clan van samurai behoort tot het nationaal erfgoed. Het is gebouwd aan het eind van de 18e eeuw en heeft een vanuit historisch oogpunt gezien belangrijk ontwerp met een rieten dak.
In een park in Natori ligt een sleutelgat grafheuvel (山古墳, yamakofun) die gewijd is aan de god van de donder (雷神, Raijin) uit de 4e of 5e eeuw. In het park liggen meerdere grafheuvels, zowel rond als in de vorm van een sleutelgat.
In natori zijn diverse plaatsen en voorwerpen die te maken hebben met Date Masamune, de historische en legendarische stichter van Sendai. Een voorbeeld hiervan zijn de 300 jaar oude dennen langs de rivierdijk van de Natori rivier die door Masume geplant zouden zijn en versierd zijn met papieren lantaarns.

## Geboren in Natori
- Kazunari Aizawa (acteur)
- Danjūro Kikkawa (zanger en liedjesschrijver)
- Takanori Hoshi (honkbalspeler - catcher)
- Kazuhiro Sasaki (honkbalspeler - werper)

## Aangrenzende steden
- Sendai
- Iwanuma